# Komariwka (obwód kijowski)
Komariwka (ukr. Комарівка, pol. Komarówka) – wieś na Ukrainie, w obwodzie kijowskim, w rejonie buczańskim.
W 2001 roku liczyła 582 mieszkańców.